# Ein Lied für Bergen
Die deutsche Vorentscheidung zum Eurovision Song Contest 1986 fand mit dem Titel Ein Lied für Bergen am 27. März 1986 im Deutschen Theater in München statt.

## Teilnehmer und Platzierungen
Zwölf Sänger traten gegeneinander an. Darunter waren bekannte Teilnehmer wie Joy Fleming, die Deutschland schon einmal vertreten hatte. Als Patin und Moderatorin stand den Sängern Wencke Myhre zur Seite. Nachdem beim ersten Zwischenergebnis „Headline“ mit Europa mit 1074 Punkten an erster Stelle gestanden hatte, gewann schließlich Über die Brücke geh’n, eine Komposition von Hans Blum. Ingrid Peters hatte mit ihrem Titel 148 Punkte Vorsprung vor dem Zweitplatzierten. Diese lagen wiederum 61 Punkte vor dem Drittplatzierten.
| Platz | Startnr. | Interpret              | Lied Musik (M) und Text (T)                                                           | Runde 1 | Runde 1 | Gesamt |
| Platz | Startnr. | Interpret              | Lied Musik (M) und Text (T)                                                           | Punkte  | Platz   | Gesamt |
| ----- | -------- | ---------------------- | ------------------------------------------------------------------------------------- | ------- | ------- | ------ |
| 01.   | 04       | Ingrid Peters          | Über die Brücke geh’n M/T: Hans Blum                                                  | 1.070   | 02.     | 4.236  |
| 02.   | 03       | Dschinghis Khan Family | Wir gehör’n zusammen M: Ralph Siegel; T: Bernd Meinunger                              | 1.047   | 03.     | 4.088  |
| 03.   | 10       | Chris Heart & Band     | Die Engel sind auch nicht mehr das, was sie war’n M: Ralph Siegel; T: Bernd Meinunger | 1.027   | 04.     | 4.027  |
| 04.   | 11       | Fleming & Berry        | Miteinander M: Rainer Pietsch; T: Werner Schüler                                      | 1024    | 05.     | 3.989  |
| 05.   | 08       | Headline               | Europa M/T: Jürgen Triebel, Horst-Herbert Krause                                      | 1074    | 01.     | 3.871  |
| 06.   | 05       | Clowns                 | Clowns M: Ralph Siegel; T: Michael Kunze, Bernd Meinunger                             | 0815    | 06.     | 3.597  |
| 07.   | 12       | Tie-Break              | Kopf oder Zahl M: Andreas Hofner; T: Regina Simon                                     | 0762    | 07.     | 3.118  |
| 08.   | 09       | Margit P.              | Der Sonne entgegen M/T: Margit Petraschka                                             | 0690    | 09.     | 2.923  |
| 09.   | 02       | Günther-Eric Thöner    | Du bist der Wind, der meine Flügel trägt M: Günther-Eric Thöner; T: Erich Offierowski | 0722    | 08.     | 2.893  |
| 10.   | 06       | Steffi Hinz            | Ich habe niemals nie gesagt M: Alexander Gordan; T: Norbert Hammerschmidt             | 0585    | 10.     | 2.769  |
| 11.   | 07       | Mister Fisto           | Rein und klar, wie’s früher war M: Günther-Eric Thöner; T: Peter Rubin                | 0515    | 11.     | 2.102  |
| 12.   | 01       | That’s Life            | Telefon M: Ralph Siegel; T: Werner Schüler                                            | 0497    | 12.     | 2.011  |

Der Siegertitel erreichte beim späteren Finale in Bergen den achten Platz.
Über die Brücke geh’n erreichte im Jahre 1986 Platz 45 in den deutschen Charts.
Er war Ingrid Peters’ letzter in den Charts platzierter Song.
Spätere Bekanntheit erlangte die Sängerin Gina Boys aus der Gruppe „That’s Life“ als Gabriele Inaara Begum Aga Khan.